# Arcobaleno

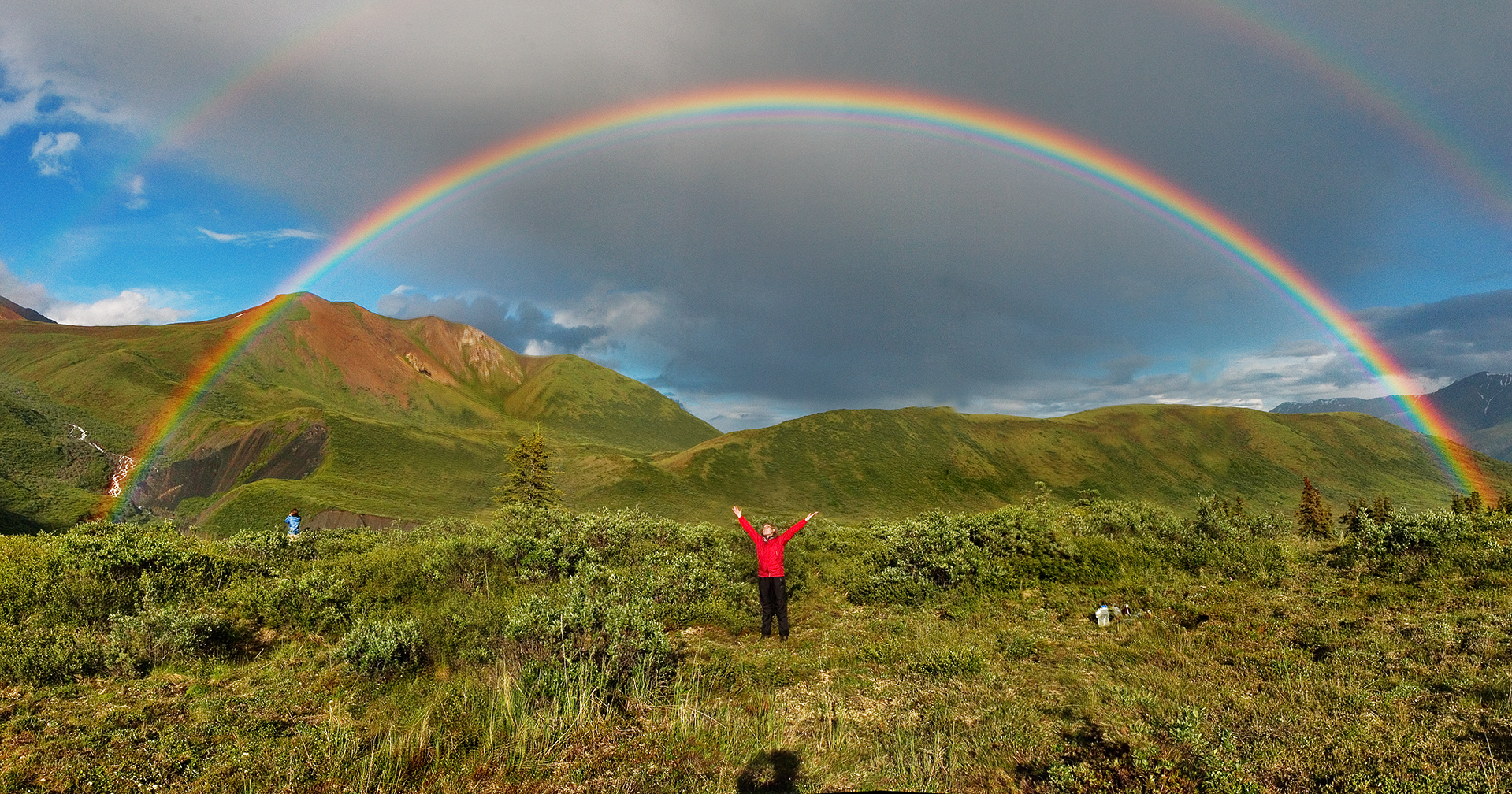
Arcobaleno doppio

In fisica dell'atmosfera e meteorologia, l'arcobaleno è un fenomeno  atmosferico che produce uno spettro continuo di luce nel cielo quando la luce del Sole attraversa le gocce d'acqua rimaste in sospensione dopo un temporale, o presso una cascata o una fontana. Lo spettro elettromagnetico dell'arcobaleno include lunghezze d'onda sia visibili sia non visibili all'occhio umano, queste ultime rilevabili attraverso uno spettrometro.
| Rosso | Giallo | Verde | Ciano | Blu (Indaco) | Violetto |
|       |        |       |       |              |          |

## Storia
Il filosofo greco Alessandro di Afrodisia nel II-III secolo descrive il fenomeno che si verifica quando si hanno due archi di arcobaleno: la zona di cielo al di sotto dell'arco principale, l'inferiore, appare più luminosa di quella al di sopra.
Si pensa che siano stati l'astronomo persiano Qutb al-Din al-Shirazi (1236–1311) o forse il suo allievo Kamal al-din al-Farisi (1260–1320) ad aver dato per primi una descrizione abbastanza accurata del fenomeno dell'arcobaleno.
Nella prima metà del XIII secolo Ruggero Bacone continua il lavoro di Roberto Grossatesta sulla luce scrivendo Opus Majus (nel 1268) sugli esperimenti con la luce che attraversa i cristalli e le goccioline di acqua che mostrano i colori dell'arcobaleno. Bacone misurò l'angolo tra la luce incidente del Sole e la luce diffusa dai due archi, ottenendo 100° e 50°.
Nel XIV secolo Teodorico di Freiberg ipotizzava che il fenomeno dipendesse dalla riflessione della luce solare e condusse esperimenti sopra bocce sferiche riempite d'acqua, fornendo nel 1307 una spiegazione teorica accurata di entrambi gli arcobaleni: quello primario e quello secondario. Egli spiegò l'arcobaleno primario, notando che «quando la luce solare cade sulle singole gocce di umidità, i raggi subiscono due rifrazioni (una all'ingresso e una all'uscita) e una riflessione (sul retro della goccia) prima di essere trasmessa all'occhio dell'osservatore». Spiegò l'arcobaleno secondario attraverso un'analisi simile che coinvolgeva due rifrazioni e due riflessioni.
Marco Antonio de Dominis pubblica nel 1611 l'opera Tractatus de radiis visus et lucis in vitris, perspectivis et iride sul telescopio e sull'arcobaleno: di questo dà una spiegazione convincente. Egli dichiara anche di aver condotto esperimenti simili a quelli di Teodorico di Freiberg, ma è fondato il sospetto che conoscesse antiche opere sull'argomento.

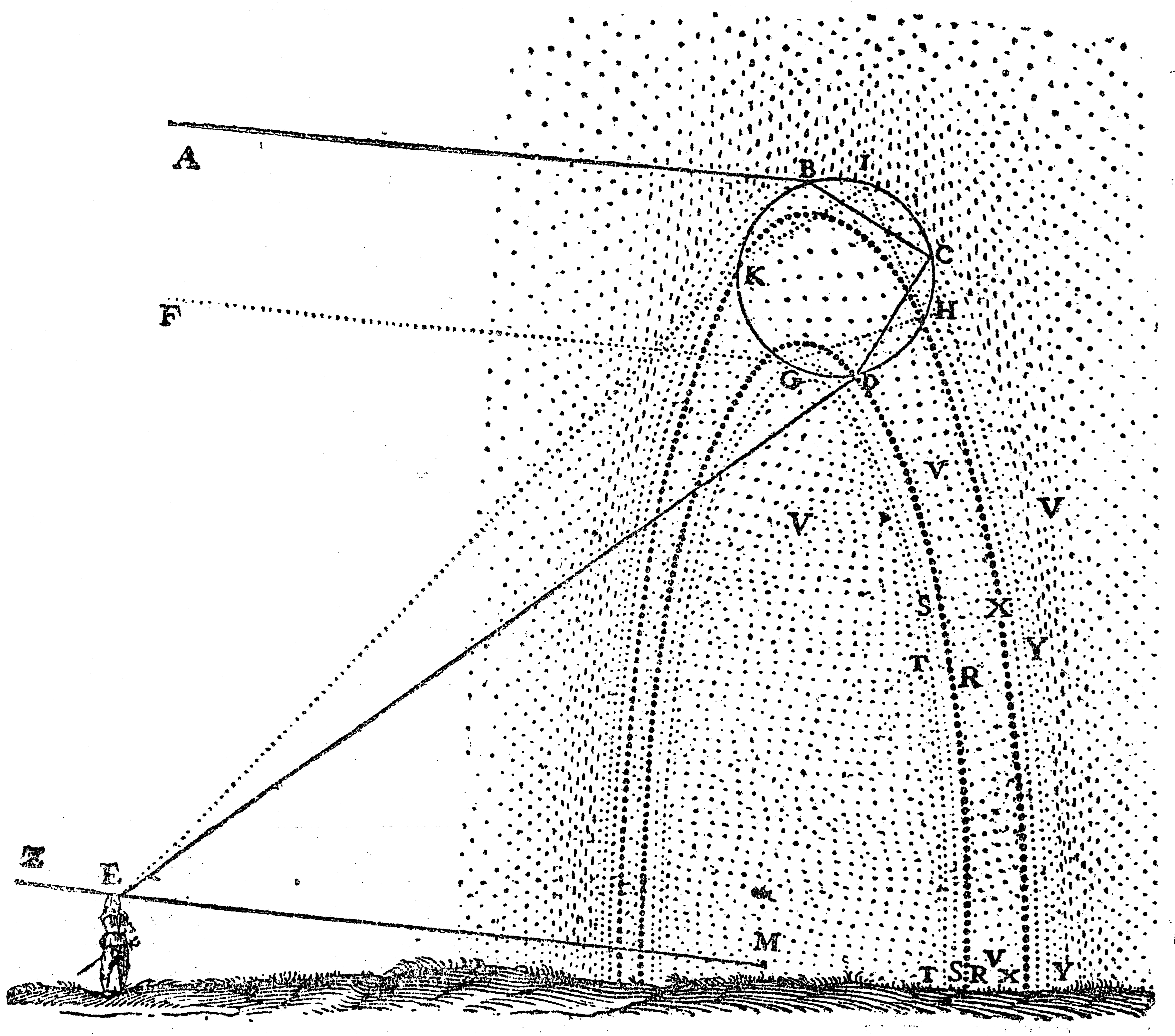
Schizzo di Cartesio su come si formano l'arcobaleno primario e quello secondario

Cartesio, nel 1637, migliorò ulteriormente questa spiegazione. A partire dalle leggi di rifrazione che portano il suo nome (fra l'altro è sua la dotta dimostrazione matematica del perché l'arcobaleno ha forma semicircolare utilizzando il calcolo infinitesimale) presenta Les Météores del 1637 una spiegazione simile a quella di de Dominis senza citarlo, forse per non incorrere nella disubbidienza alla Damnatio memoriae pronunciata dalla Chiesa nei confronti dell'ex arcivescovo dalmata.

Sapendo che la dimensione delle gocce di pioggia non sembrava interessare l'arcobaleno osservato, egli sperimentò il passaggio di raggi di luce attraverso una grande sfera di vetro riempita di acqua. Misurando gli angoli dei raggi emergenti, egli concluse che l'arco primario era causato da una singola riflessione interna all'interno della goccia e che il secondario poteva essere causato da due riflessioni interne. Fu in grado di dedurre questo con una derivazione della legge della rifrazione (successivamente, ma indipendentemente da Snell) e calcolò correttamente gli angoli di entrambi gli archi. La sua spiegazione, tuttavia, era basata su una versione meccanica della teoria tradizionale secondo la quale i colori erano prodotti da una modifica della luce bianca.
Isaac Newton riprende l'argomento nella sua opera Optics dando credito a de Dominis di aver spiegato il fenomeno per primo e in autonomia. Newton fu il primo a dimostrare che la luce bianca era composta dalla luce di tutti i colori dell'arcobaleno, che potevano essere separati in uno spettro completo di colori da un prisma di vetro, respingendo la teoria che i colori fossero prodotti da una modifica della luce bianca. Egli mostrò anche che la luce rossa veniva rifratta meno della luce blu, il che portò alla prima spiegazione scientifica delle principali caratteristiche dell'arcobaleno.

Isaac Newton originariamente (1672) distinse solo cinque colori primari: rosso, giallo, verde, blu e violetto.
| Rosso | Giallo | Verde | Blu | Violetto |
|       |        |       |     |          |

Solo più tardi introdusse l'arancione e l'indaco, dando sette colori in analogia con il numero di note in una scala musicale.
| Rosso | Arancione | Giallo | Verde | Blu | Indaco | Violetto |
|       |           |        |       |     |        |          |

La teoria corpuscolare di Newton non fu in grado di spiegare gli arcobaleni supernumerosi, e una spiegazione soddisfacente non fu trovata prima che Thomas Young capisse che in certe condizioni la luce si comporta come un'onda, e può interferire con sé stessa. Il lavoro di Young fu perfezionato nel 1820 da George Biddell Airy, che spiegò come la forza dei colori dell'arcobaleno dipendesse dalla dimensione delle gocce di acqua. Le descrizioni fisiche moderne sono basate sullo Scattering Mie, un lavoro pubblicato da Gustav Mie nel 1908. I continui progressi nei metodi computazionali e nella teoria ottica hanno portato ad una comprensione sempre più completa del fenomeno degli arcobaleni. Per esempio, una visione moderna dell'arcobaleno è stata offerta dal fisico brasiliano Herch Moysés Nussenzveig.

## Descrizione

### Occorrenza del fenomeno
Gli arcobaleni possono essere osservati ogni qualvolta ci siano gocce di acqua disperse nell'aria e luce solare proveniente da dietro l'osservatore a una bassa altezza.
L'arcobaleno più spettacolare si può vedere quando metà del cielo è ancora scuro per le nuvole di pioggia e l'osservatore si trova in un punto con il cielo pulito sopra. L'effetto dell'arcobaleno è anche comune vicino alle cascate o alle fontane. A volte si possono vedere frange di arcobaleno ai bordi delle nuvole illuminate da dietro e come bande verticali nella pioggia distante o nelle virghe. L'effetto si può anche creare artificialmente disperdendo goccioline di acqua nell'aria durante un giorno soleggiato, ad esempio utilizzando uno spruzzino da giardino, a condizione che le gocce d'acqua siano in gran numero e molto fini.

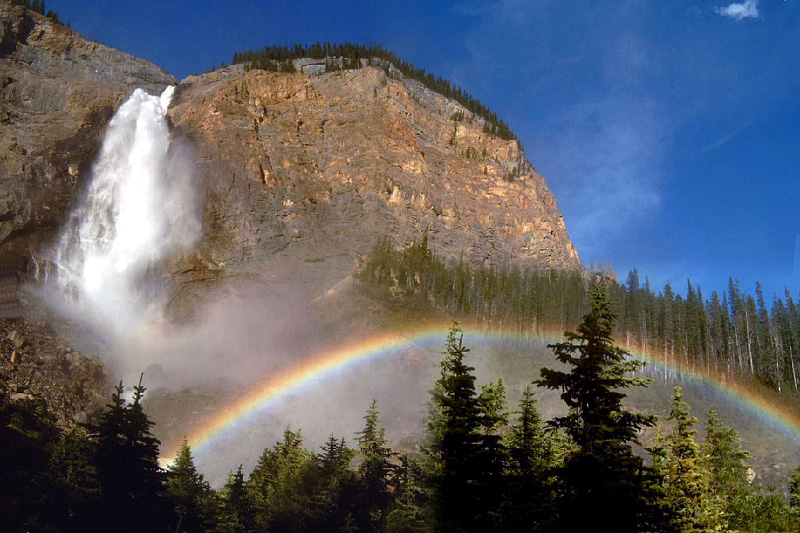
Arcobaleno in una cascata

### Interpretazione scientifica

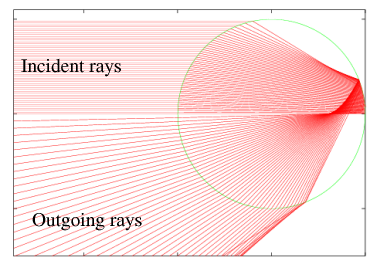
Raggi di luce entrano in una goccia di pioggia da una direzione (tipicamente una linea diritta dal sole), la luce si riflette dietro alla goccia, ed esce abbandonando quest’ultima. La luce che se ne va dall'arcobaleno si sparge in un largo angolo, con la massima intensità di 40,6°–42°.

La luce bianca si separa in diversi colori (lunghezze d'onda) quando entra nella goccia poiché la luce rossa viene rifratta di un angolo minore rispetto alla luce blu. Lasciando la goccia, i raggi rossi hanno deviato di un angolo maggiore rispetto a quelli blu, producendo un arcobaleno.

L'arcobaleno ha origine dalla dispersione ottica della luce solare che attraversa le gocce di pioggia. La luce viene prima rifratta quando entra nella superficie della goccia, riflessa sul retro della goccia e ancora rifratta uscendo dalla goccia. L'effetto complessivo è che la luce in arrivo viene riflessa in una larga gamma di angoli, con la luce più intensa riflessa con un angolo di 42°.
La quantità di luce che viene rifratta dipende dalla sua lunghezza d'onda, e quindi dal suo colore. La luce blu (onde più corte) viene rifratta a un angolo più grande di quella rossa, ma siccome l'area nel retro di una gocciolina ha un punto focale al suo interno, lo spettro lo attraversa, e così la luce rossa appare più alta nel cielo, formando i colori esterni dell'arcobaleno. La luce dietro alle gocce di pioggia non va in riflessione interna totale e un poco di luce emerge dal retro; tuttavia, la luce che viene fuori dal retro della goccia non crea un arcobaleno tra l'osservatore e il sole perché lo spettro emesso dal retro non ha un massimo di intensità, come hanno gli altri arcobaleni visibili, e quindi i colori si mescolano tra loro piuttosto che formare un arcobaleno.

## Aspetto

### Posizione
Un arcobaleno non è qualcosa di concreto che abbia esistenza effettiva in una particolare posizione del cielo. Si tratta solo di un fenomeno ottico la cui posizione apparente dipende dal punto in cui si trova l'osservatore e dalla posizione del Sole. Tutte le gocce di pioggia rifrangono la luce solare nello stesso modo, ma solo la luce di alcune di esse raggiunge l'occhio dell'osservatore. Questa luce è quella che costituisce l'arcobaleno per quel determinato osservatore.
La posizione di un arcobaleno nel cielo è sempre dalla parte opposta rispetto al Sole.

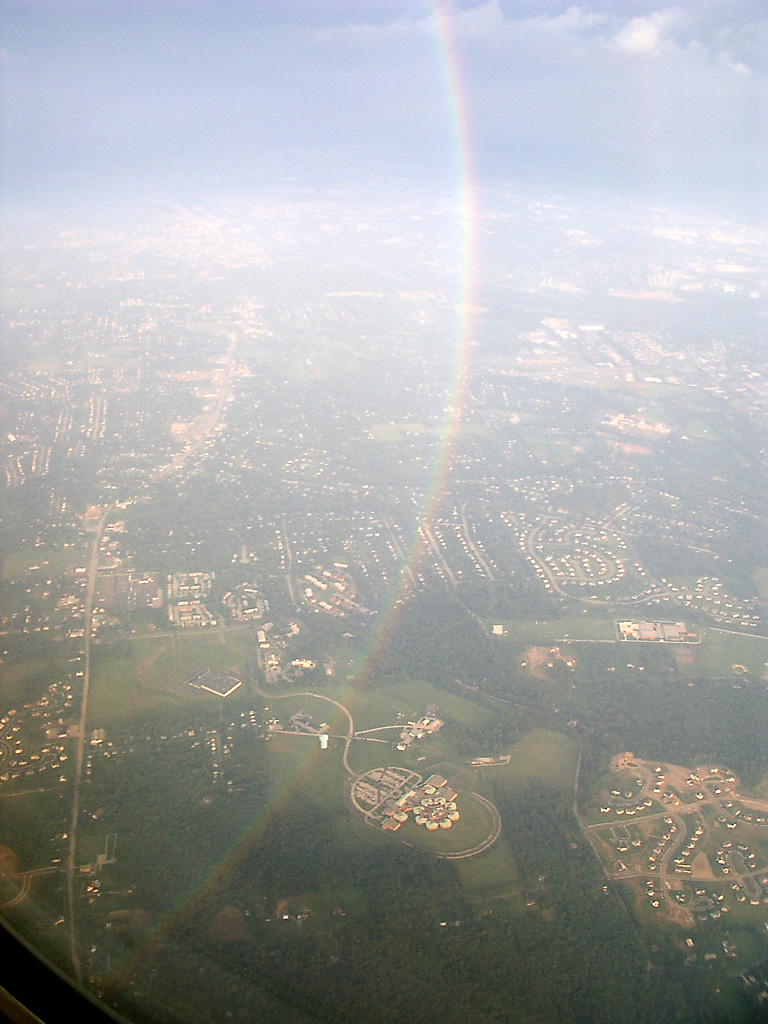
Una porzione di un arcobaleno di 360 gradi, vista da un aereo

L'arco è centrato sull'ombra della testa dell'osservatore, apparendo a un angolo di 40°–42° rispetto alla linea tra la testa dell'osservatore e la sua ombra. Come risultato, se il Sole è più alto di 42°, allora l'arcobaleno si trova sotto l'orizzonte e non può essere visto siccome di solito non ci sono abbastanza goccioline di pioggia tra l'orizzonte (che è l'altezza degli occhi) e la terra per contribuirvi. Eccezioni avvengono quando l'osservatore si trova sopra la terra, per esempio su un aeroplano, su una montagna o su una cascata. Da un aeroplano si ha l'opportunità di vedere un cerchio intero di arcobaleno, con l'ombra dell'aereo nel suo centro. Questo fenomeno potrebbe essere confuso con il fenomeno gloria, ma una gloria è solitamente molto più piccola, coprendo solo 5°–20°.

### Forma
L'arcobaleno appare in genere nella forma di un arco di circonferenza nel cielo, con il centro dell'arcobaleno posizionato sotto l'orizzonte e in direzione opposta a quella del Sole, nel cosiddetto "punto antisolare".
La forma circolare dell'arcobaleno deriva dal fatto che l'angolo che massimizza l'intensità dei raggi solari riflessi dalle gocce d'acqua risulta essere costante, di circa 42° rispetto all'osservatore.
L'interno di un arcobaleno è sempre leggermente più luminoso dell'esterno.

### Dimensione
L'angolo è indipendente dalla dimensione della goccia, ma dipende dal suo indice di rifrazione. L'acqua del mare ha un indice più alto di quella della pioggia, quindi il raggio di un arcobaleno negli spruzzi di acqua di mare è più piccolo di quello di un arcobaleno di pioggia. Questo è visibile a occhio nudo dal disallineamento di questi due archi.
L'angolo di arcobaleno è espresso dalle seguenti espressioni valide per l'arco primario e l'arco secondario:
{\displaystyle \theta =4\arcsin \left({\frac {b}{\eta }}\right)-2\arcsin(b)} arco primario
{\displaystyle \theta =\pi -6\arcsin \left({\frac {b}{\eta }}\right)+2\arcsin(b)} arco secondario
Nelle espressioni riportate b rappresenta il parametro di impatto e cioè la distanza relativa di un raggio di luce rispetto al centro di una goccia d'acqua, θ rappresenta l'angolo sotto cui dall'osservatore e dal sole si vede un punto appartenente all'arcobaleno e η è l'indice di rifrazione dell'acqua.
Espressioni delle intensità luminose al variare del parametro di impatto possono essere trovate nel saggio intitolato “Arcobaleno, Breve saggio sulla storia della conoscenza del fenomeno. Trattazione divulgativa secondo l’ottica geometrica”.

### Spettro e sequenza dei colori
Visivamente è un arco multicolore, rosso sull'esterno e viola sulla parte interna, senza transizioni nette tra un colore e l'altro. Comunemente, tuttavia, lo spettro continuo viene descritto attraverso una sequenza di bande colorate; in base alla simbologia del numero sette, la suddivisione tradizionale distingue sette colori: rosso, arancione, giallo, verde, blu, indaco e violetto. Ciò secondo la cultura popolare (ad es. nella bandiera della pace, dove però al posto dell’indaco c’è l’azzurro). Dal punto di vista fisico i colori dello spettro di luce visibile sono solo sei: i tre colori primari e i tre secondari; l’indaco è una semplice sfumatura intermedia tra blu e violetto (se si volessero includere anche i colori terziari, allora sarebbero in totale dodici). La visione dell’arcobaleno è la conseguenza della dispersione e della rifrazione della luce solare contro le pareti delle gocce stesse. In casi più rari è possibile assistere a più arcobaleni, solitamente due, di cui uno appare più attenuato.
Un arcobaleno abbraccia uno spettro continuo di colori (non ci sono bande, anche se normalmente vengono stabiliti degli intervalli approssimati per ciascun colore). La discretezza apparente è un artefatto dovuto ai fotopigmenti presenti nell'occhio umano e al trattamento neurale degli output dei fotorecettori nel cervello. Visto che la risposta di picco dei recettori di colore umani varia da persona a persona, individui diversi vedranno colori leggermente differenti, e le persone con daltonismo vedranno un insieme ridotto di colori. Tuttavia generalmente si pensa che i colori elencati di seguito possano essere rappresentativi di come una persona con normale visione dei colori veda l'arcobaleno.
Attualmente gli scienziati che si occupano di ottica tendono a non riconoscere l'indaco come una divisione separata e classificano come violetto lunghezze d'onda più corte di circa 450 nm (secondo Hardy e Perrin la lunghezza d'onda dell'indaco è fra i 446 e i 464 nm).
I colori visibili nell'arcobaleno non sono puri colori spettrali. Ci sono sbavature spettrali dovute al fatto che per ogni lunghezza d'onda particolare, vi è una distribuzione di angoli di uscita, piuttosto che un angolo invariabile singolo.
In rari casi, un arcobaleno notturno può essere visto nelle notti di forte luce lunare ma, dato che la percezione umana dei colori in condizioni di poca luminosità è scarsa, gli arcobaleni lunari sono percepiti come bianchi.
Le lunghezze d'onda non visibili dell'arcobaleno sono costituite da radiazione con lunghezze d'onda maggiori rispetto a quelle della luce visibile, posizionate all'esterno dell'arco visibile, cioè dopo il rosso (nell'ordine: radiazione infrarossa e onde radio), e radiazione con lunghezze d'onda minori rispetto a quelle della luce visibile, posizionate all'interno dell'arco visibile, cioè prima del violetto (nell'ordine: raggi ultravioletti, raggi-X e raggi gamma).

## Varianti

### Arcobaleno secondario
A volte un arcobaleno secondario, più scuro e più grosso, è visibile all'esterno dell'arco primario. Gli arcobaleni secondari sono provocati da una doppia riflessione della luce solare dentro le gocce di pioggia, e appare a un angolo di 50°–53°. Come risultato della seconda riflessione, i colori dell'arcobaleno secondario sono invertiti in confronto a quelli del primario, con il blu all'esterno e il rosso all'interno. L'area scura di cielo non illuminato posta tra l'arcobaleno primario e quello secondario viene chiamata banda di Alessandro (da Alessandro di Afrodisia, che la descrisse per primo).

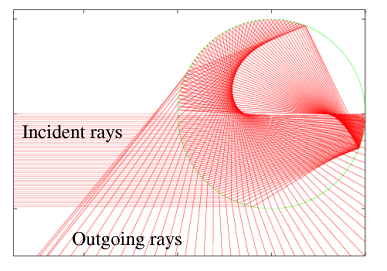
Un po' di luce si riflette due volte all'interno della goccia prima di uscire verso l'osservatore. Quando la luce incidente è molto luminosa, questa può essere vista come arcobaleno secondario, più luminoso a 50°–53°.
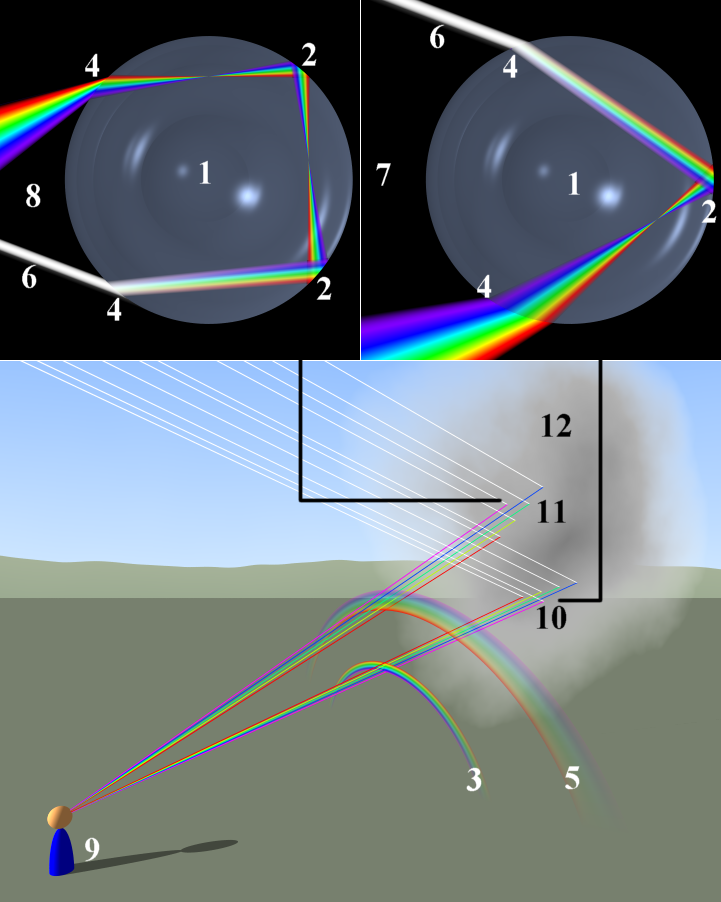
Formazione di un arcobaleno secondario. A destra (7) la formazione dell'arcobaleno primario, il raggio di luce bianca (6) subisce una rifrazione (4) sulla superficie della gocciolina sferica (1) in sospensione (12), poi una riflessione interna (2) infine esce dalla gocciolina formando l'arcobaleno primario (3). A sinistra (8) il raggio di luce bianca (6) dopo la rifrazione (4) subisce una doppia riflessione (2) generando l'arcobaleno secondario (5).
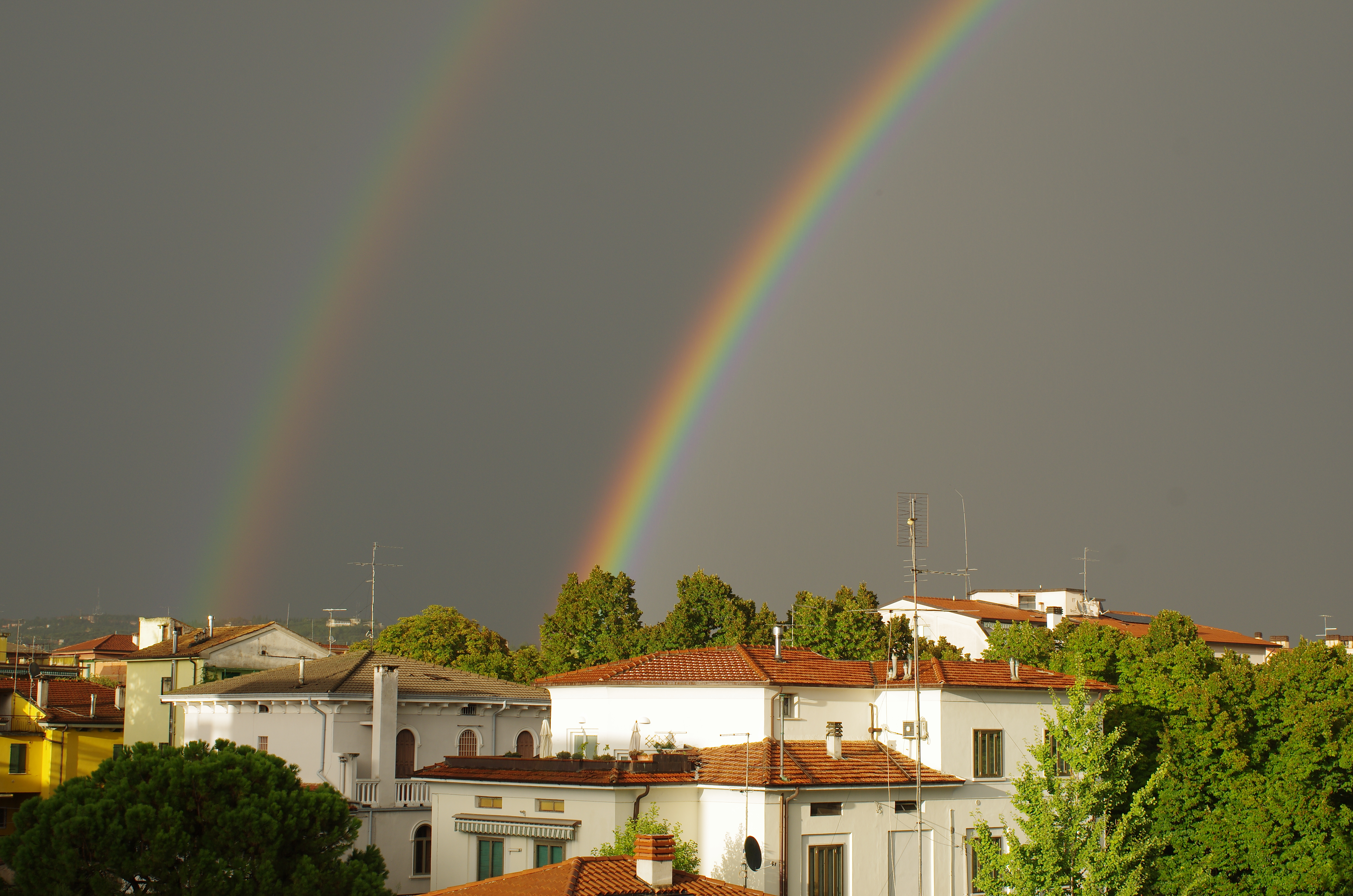
Arcobaleno a doppio arco a Verona.
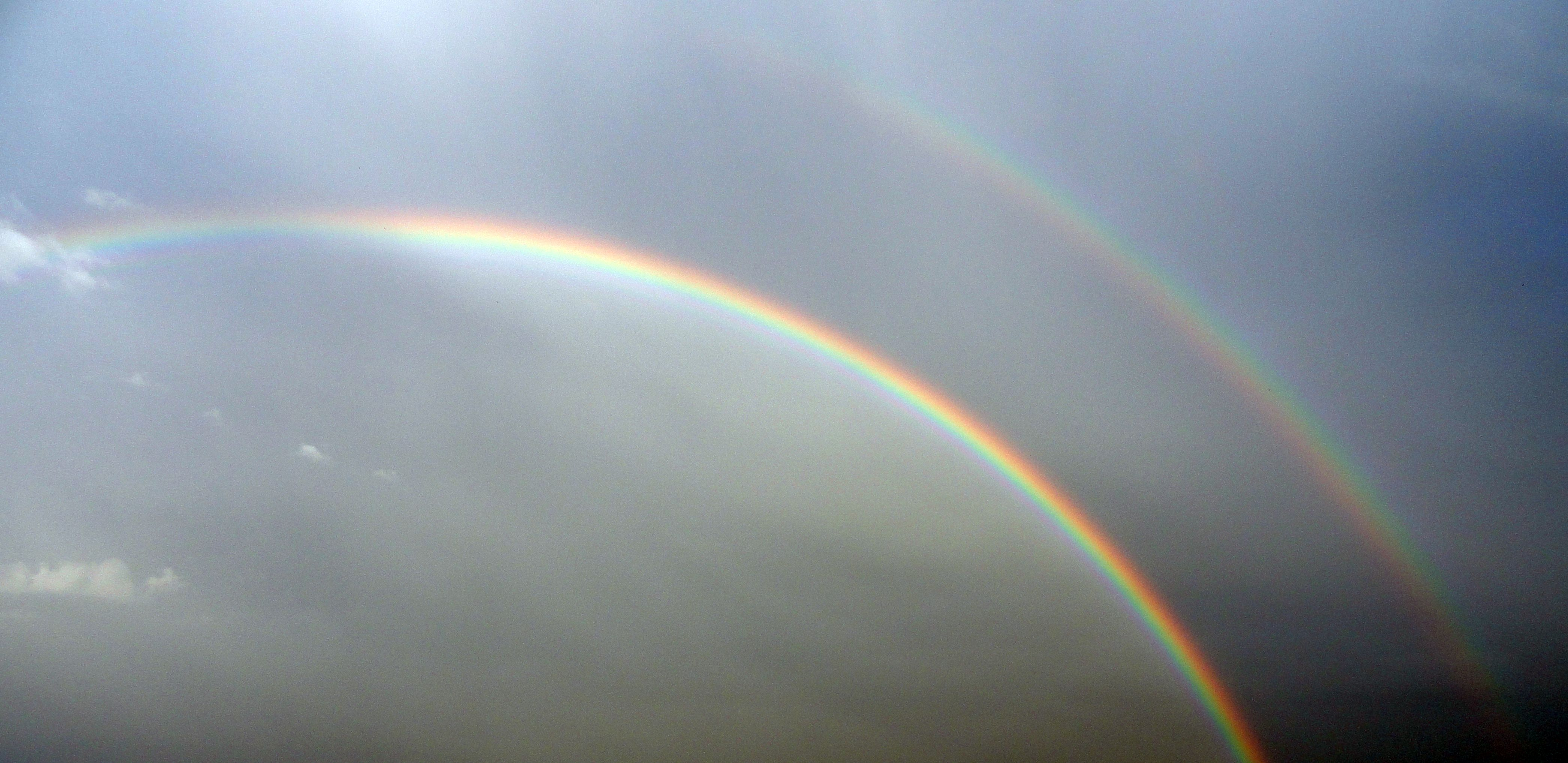
Un arcobaleno doppio ha i colori inversi nell'arco esterno (secondario), con la banda di Alessandro più scura tra i due archi.
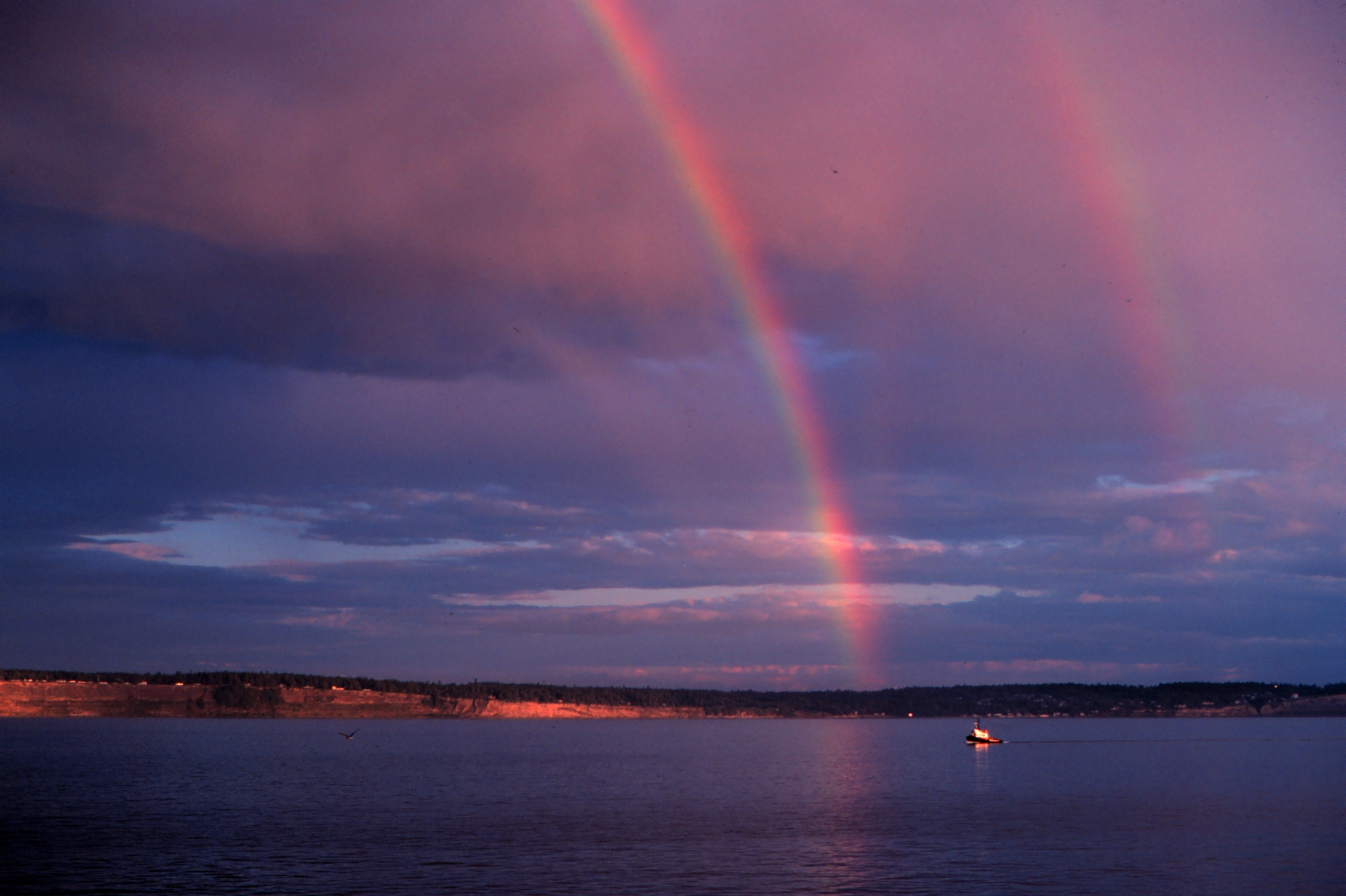
L'arcobaleno primario e il secondario sono visibili, come anche un primario riflesso e un appena visibile arco secondario riflesso.
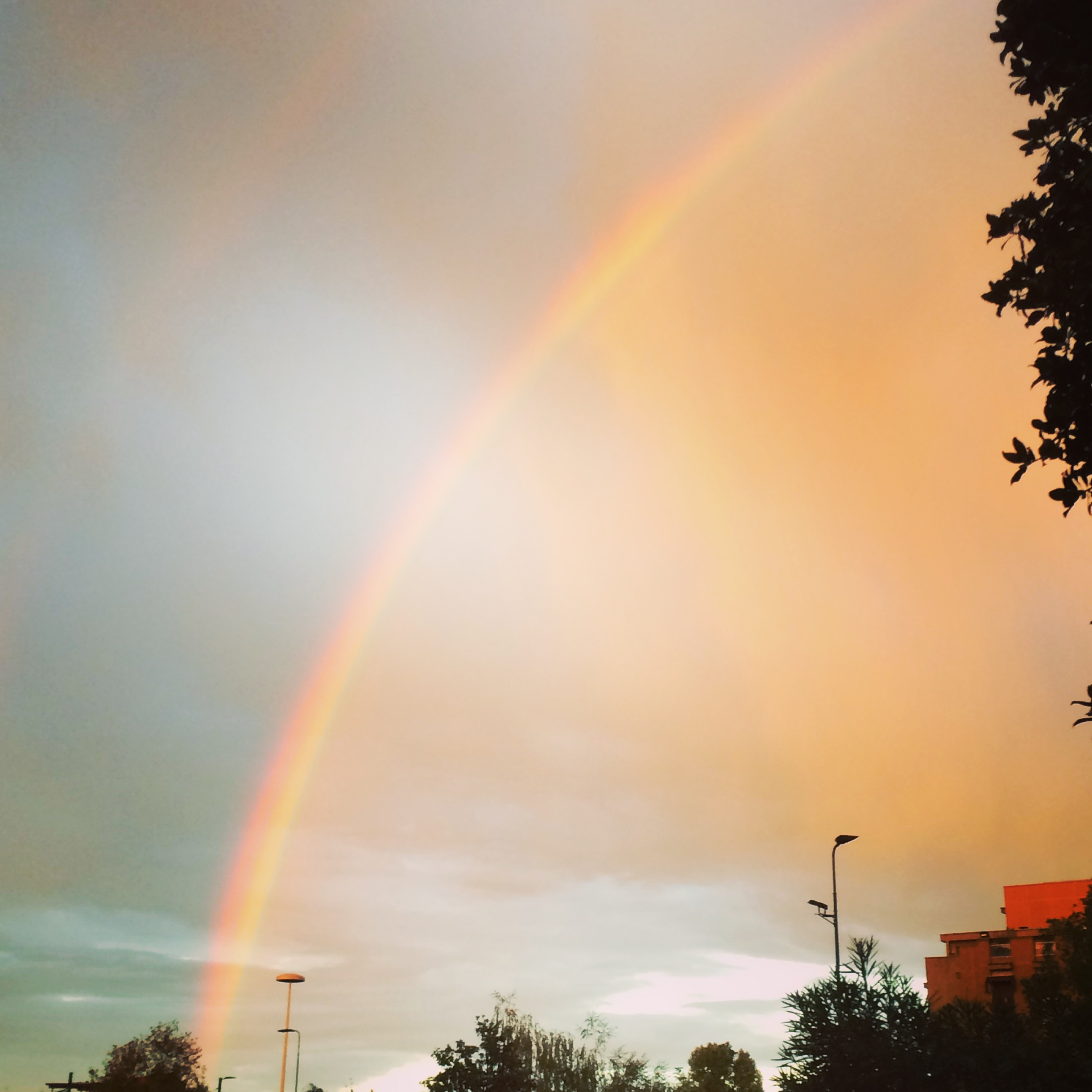
Arcobaleno a doppio arco a Milano

### Arcobaleni supernumerosi

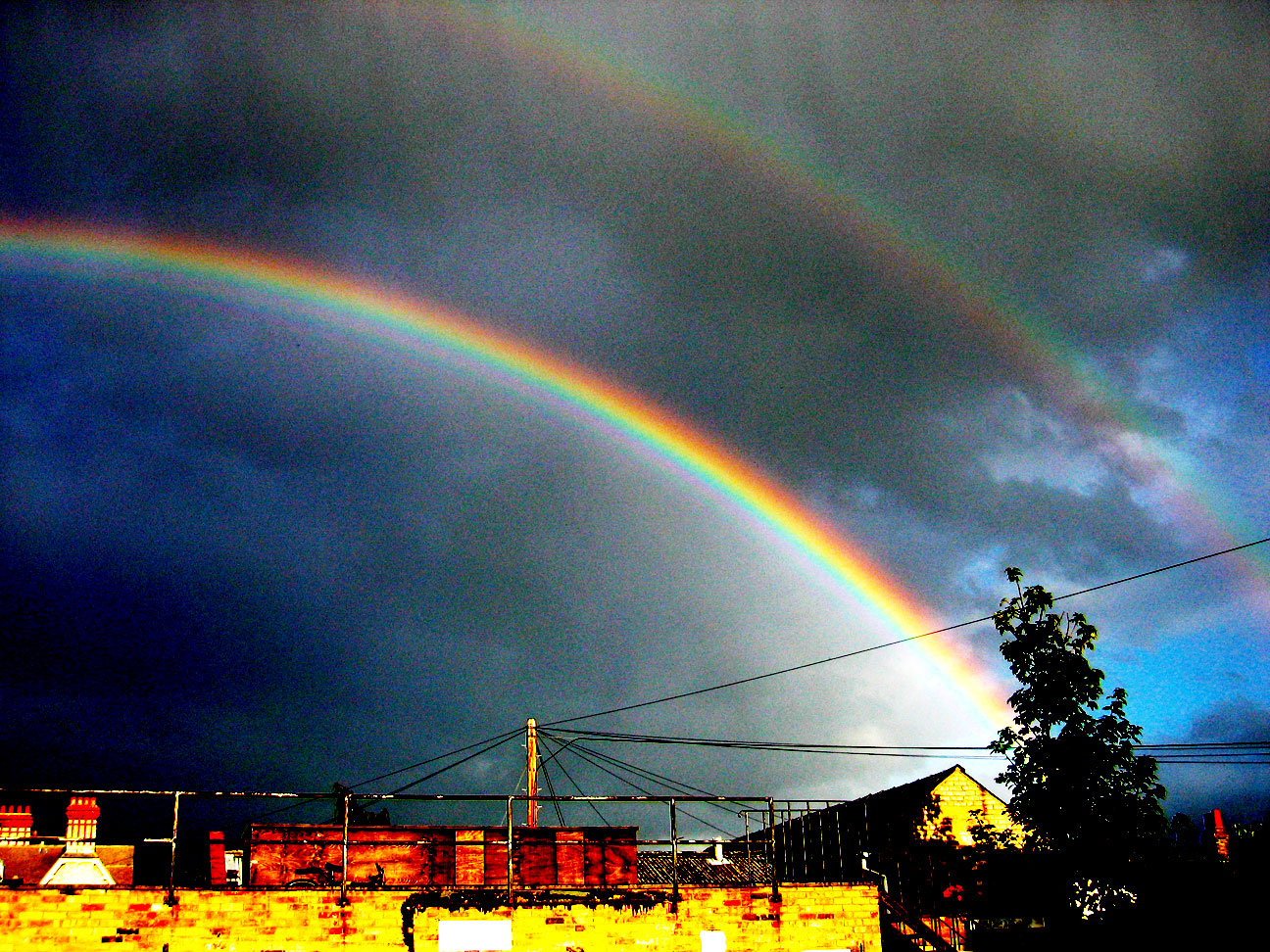
Una fotografia a contrasto aumentato di un arcobaleno "supernumeroso", in cui oltre all'arco primario sono visibili un secondo arcobaleno all'esterno e un terzo all'interno (molto vicino al primario).

Un terzo, o triplo, arcobaleno si può vedere in rare occasioni, e pochissimi osservatori hanno riportato l'avvistamento di arcobaleni quadrupli, nei quali l'arco più esterno, molto più fioco, aveva un aspetto increspato e pulsante. Questi arcobaleni apparirebbero dallo stesso lato nel cielo dove si trova il sole, rendendoli molto difficili da avvistare.
Altre volte può essere osservato un altro meraviglioso fenomeno di arcobaleno, consistente in diversi deboli arcobaleni nel lato interno dell'arco primario e, molto raramente, anche all'esterno di quello secondario. Sono leggermente separati e hanno bande di colori pastello che non entrano nello schema classico. Questi sono conosciuti come arcobaleni "supernumerosi", e non è possibile spiegare la loro esistenza utilizzando la geometria ottica classica. I fiochi archi alternati sono provocati da interferenze tra i raggi di luce che seguono percorsi leggermente diversi con lunghezza d'onda leggermente diverse all'interno delle gocce di pioggia. Alcuni raggi sono in fase rinforzandosi l'un l'altro attraverso un'interferenza costruttiva, creando una banda molto luminosa; altri sono fuori fase fino a mezza lunghezza d'onda, cancellandosi a vicenda attraverso interferenza distruttiva, creando un buco. Data la differenza tra gli angoli di rifrazione per raggi di diversi colori, i modelli dell'interferenza sono leggermente diversi per questi ultimi, così ogni banda luminosa è differenziata nel colore, creando un arcobaleno in miniatura. Gli arcobaleni supernumerosi sono meglio visibili quando le gocce di pioggia sono piccole e di dimensioni simili. L'esistenza reale di tale tipo di arcobaleno è stato storicamente un primo indizio della natura ondulatoria della luce e la prima spiegazione fu fornita da Thomas Young nel 1804.

### Arcobaleno riflesso
Altre varianti di arcobaleno vengono prodotte quando la luce solare si riflette su una massa di acqua. Là dove la luce si riflette sull'acqua prima di raggiungere le gocce di pioggia, si produce un arcobaleno "di riflesso". Questi arcobaleni condividono gli stessi punti finali del normale arcobaleno ma hanno un arco molto più grande quando tutto esso è visibile. Sia l'arco primario sia quello secondario riflessi possono essere osservati.
Un arcobaleno riflesso, in contrasto, viene prodotto quando la luce che è stata prima riflessa dentro le gocce viene riflessa da una massa di acqua prima di raggiungere l'osservatore. Un arcobaleno riflesso non è un'immagine specchiata dell'arco primario, ma è posizionata a un angolo dipendente dall'altezza del sole. Entrambi i tipi si possono vedere nell'immagine a destra.

### Arcobaleno monocromatico
All'alba o al tramonto, quando il Sole è molto basso nel cielo e si forma un arcobaleno, le componenti blu e verdi della luce vengono diffuse ed è possibile osservare solo quello gialle e rosse. Questo causa la visione di un arcobaleno rosso.

## Tecnica fotografica

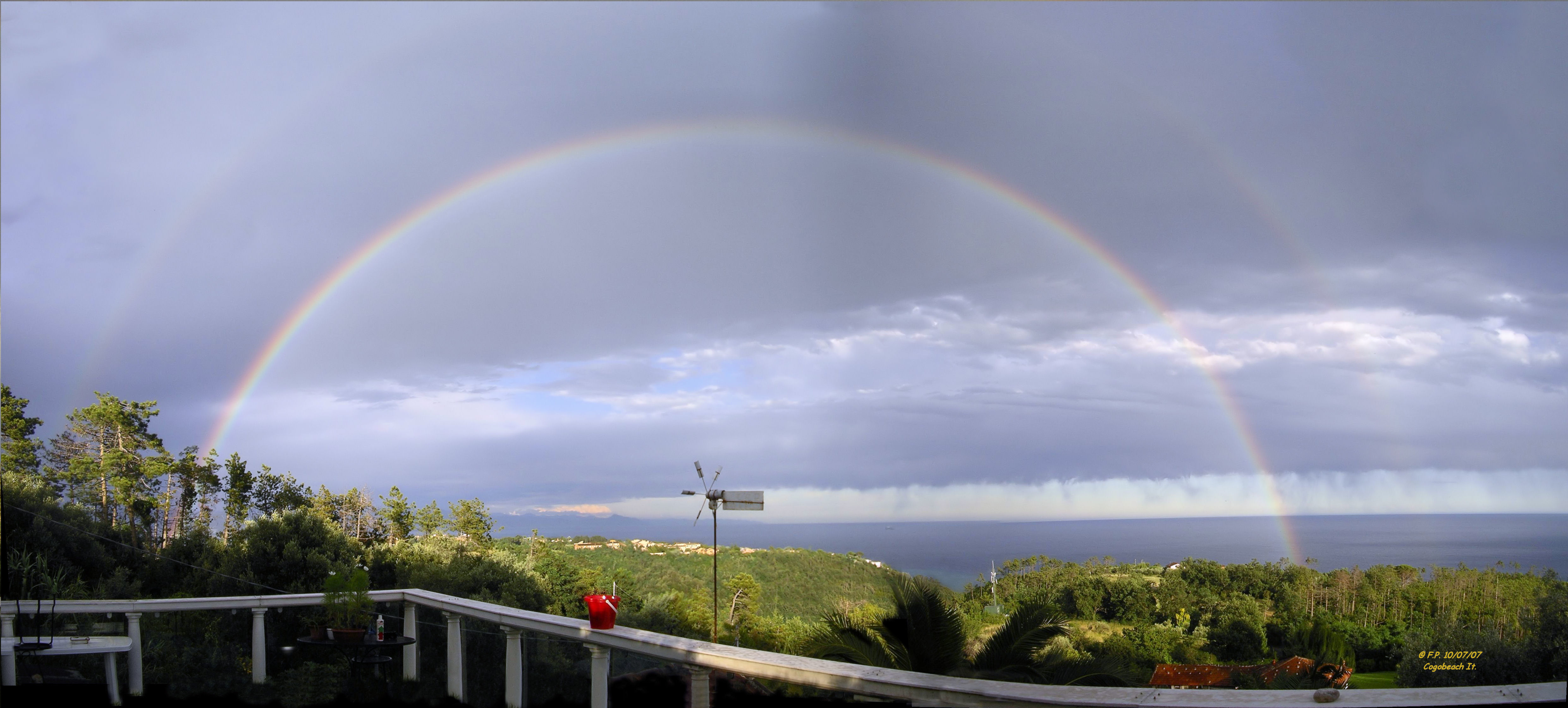
Collage di otto immagini di un arcobaleno a Cogoleto (presso Genova)

È difficile fotografare l'arco completo di un arcobaleno, poiché questo richiede un angolo visivo di 84°. Con una fotocamera formato 35 mm, è necessaria una lente con una lunghezza focale di 19 mm, mentre la maggior parte delle fotocamere compatte è dotata di lenti con focale minima di 28 mm. Un sistema per aggirare questo limite è l'utilizzo di appositi programmi, facilmente reperibili in rete, che permettono di fare un "collage" di più immagini.

## Gli arcobaleni nella cultura

### Arcobaleni in mitologia e in religione

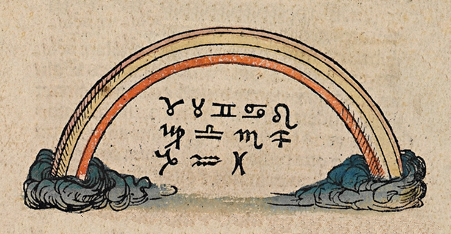
Un intaglio in legno colorato dai Racconti di Norimberga che mostra un arcobaleno con i 12 segni dello zodiaco

L'arcobaleno ha avuto un posto nelle leggende a causa della sua bellezza e alla difficoltà nello spiegare il fenomeno, anche dopo gli studi antichi e prima che Galileo studiasse le proprietà della luce, (anche se Teodorico di Freiberg aveva dato una spiegazione soddisfacente nel XIII secolo).
In Genesi 9,13, l'arcobaleno è un segno del Patto tra Dio e l'umanità: dopo che Noè sopravvive al diluvio universale nella storia dell'Arca di Noè Dio inviò un arcobaleno per promettere che non avrebbe mai più inondato la terra. L'arcobaleno è anche diventato il simbolo per un movimento moderno nella religione ebraica chiamato B'nei Noah (figli di Noè). I B'nei Noah sono coloro, al contrario degli attuali e maggioritari seguaci del fariseismo, che continuano a professare nel modo del loro antenato Noè. Il movimento di Noè ha le sue radici nella tradizione ebraica, specificamente nel Talmud.

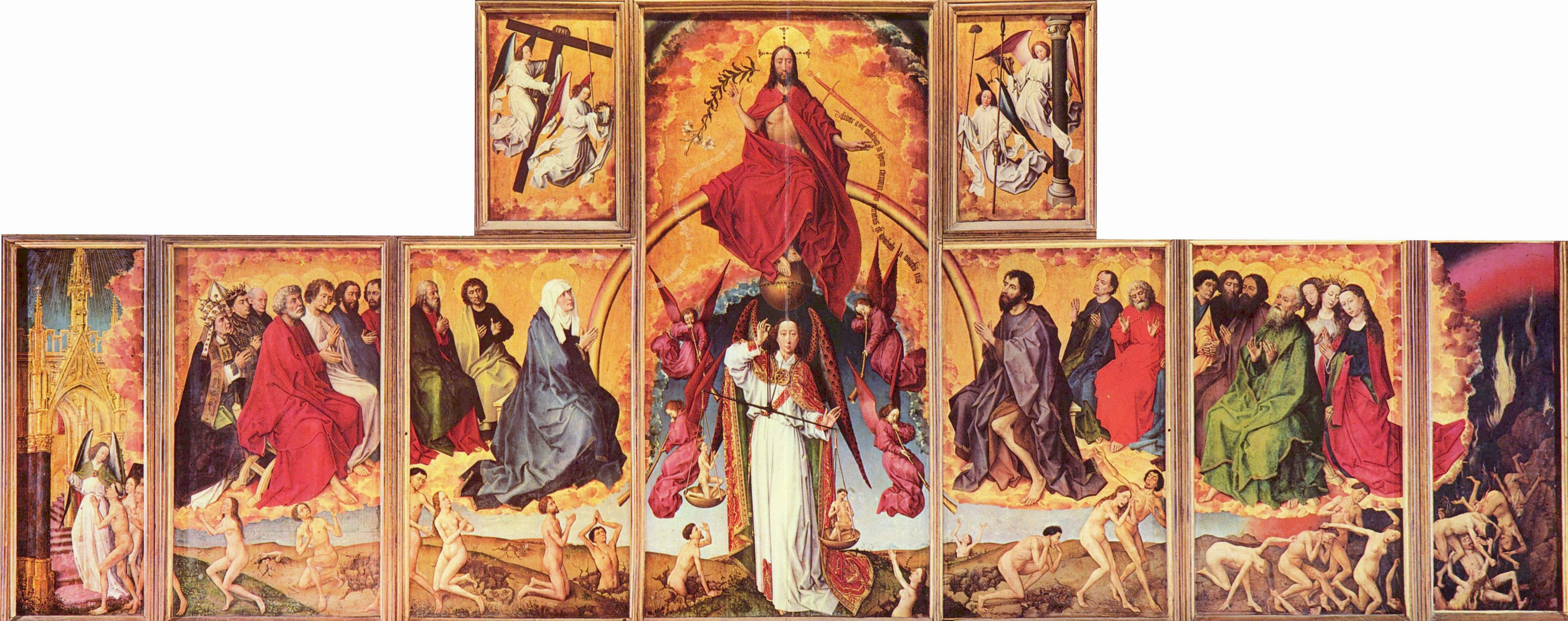
Cristo seduto nel giorno del giudizio su di un arcobaleno nel Giudizio Finale (Hôtel-Dieu, Beaune) di Roger van der Weyden. Questo particolare aspetto della scena è una descrizione del verso nell'Apocalisse di Giovanni (: "… e ci fu un arcobaleno attorno al trono, visibile come sopra uno smeraldo").

Il Corpo di Arcobaleno è un concetto importante nel buddhismo tibetano.
Nella mitologia indiana l'arcobaleno è chiamato Indradhanush, con il significato di arco di Indra, il dio del fulmine e del tuono.
Nella mitologia greca, l'arcobaleno era considerato un fenomeno atmosferico affascinante e legato alle divinità: si tratta infatti di un sentiero creato dalla messaggera Iris tra terra e paradiso.
Nella mitologia cinese, l'arcobaleno era una spaccatura nel cielo sigillata dalla dea Nüwa con pietre di sette colori differenti.
Nella mitologia norrena, un arcobaleno chiamato Ponte di Bifrǫst collega i regni di Ásgarðr e Miðgarðr, che sono rispettivamente le dimore delle divinità e degli umani.
Nella mitologia irlandese, il nascondiglio segreto del leprechauno, una sorta di folletto, è una pentola piena di oro, che viene generalmente posta alla fine dell'arcobaleno, un posto praticamente impossibile da raggiungere. Analogamente alla mitologia irlandese, in Sardegna, si dice che sotto l'arcobaleno vi sia una pentola di monete d'oro o, comunque, un tesoro (su scruxoxu, in campidanese).

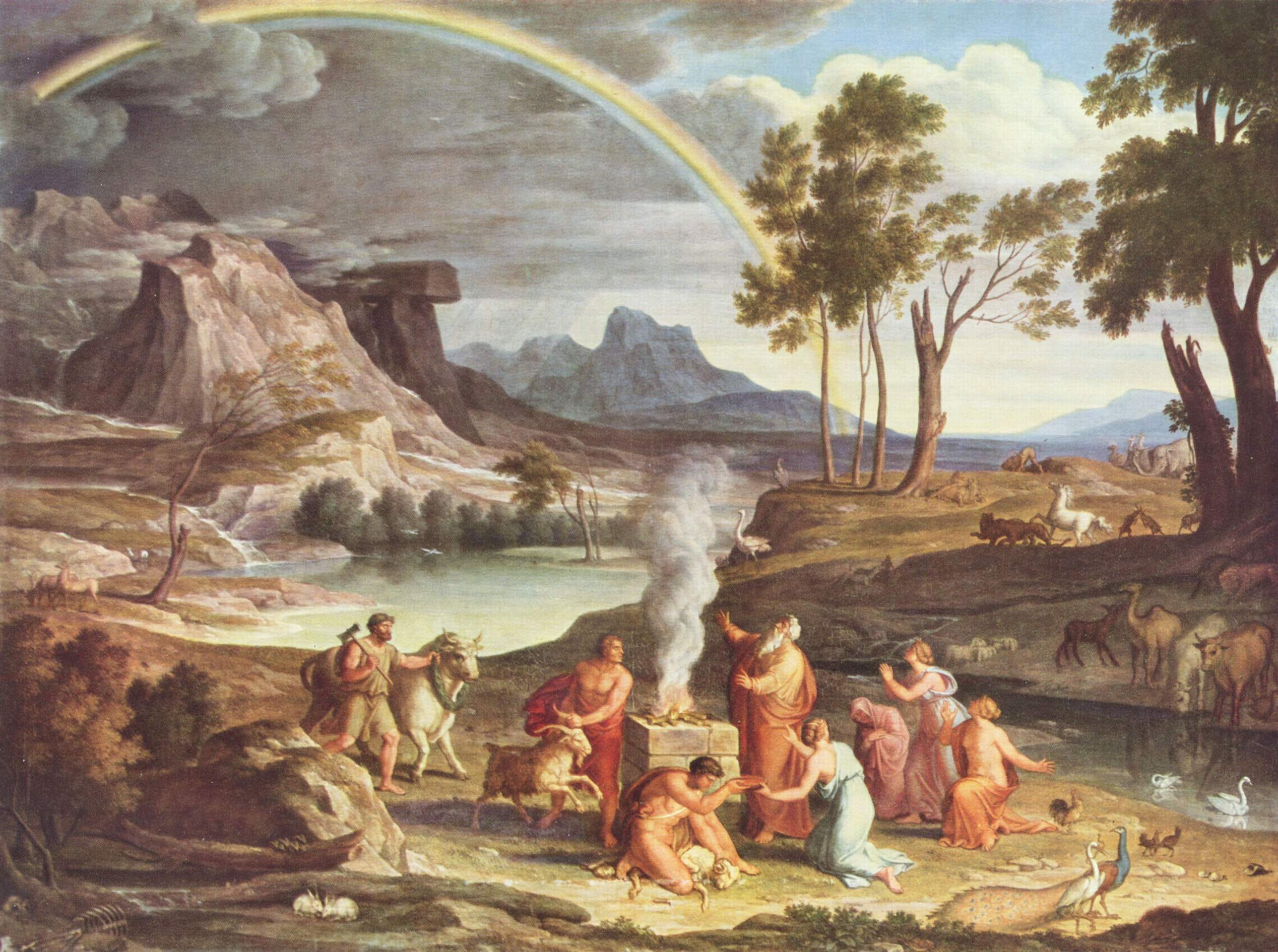
Offerta di Ringraziamento di Noè (c.1803) di Joseph Anton Koch. Noè costruisce un altare al Signore dopo essere stato trasportato dal Diluvio; Dio manda l'arcobaleno come un segno del suo patto. (Genesi).

### Arcobaleni nell'arte e nella fotografia

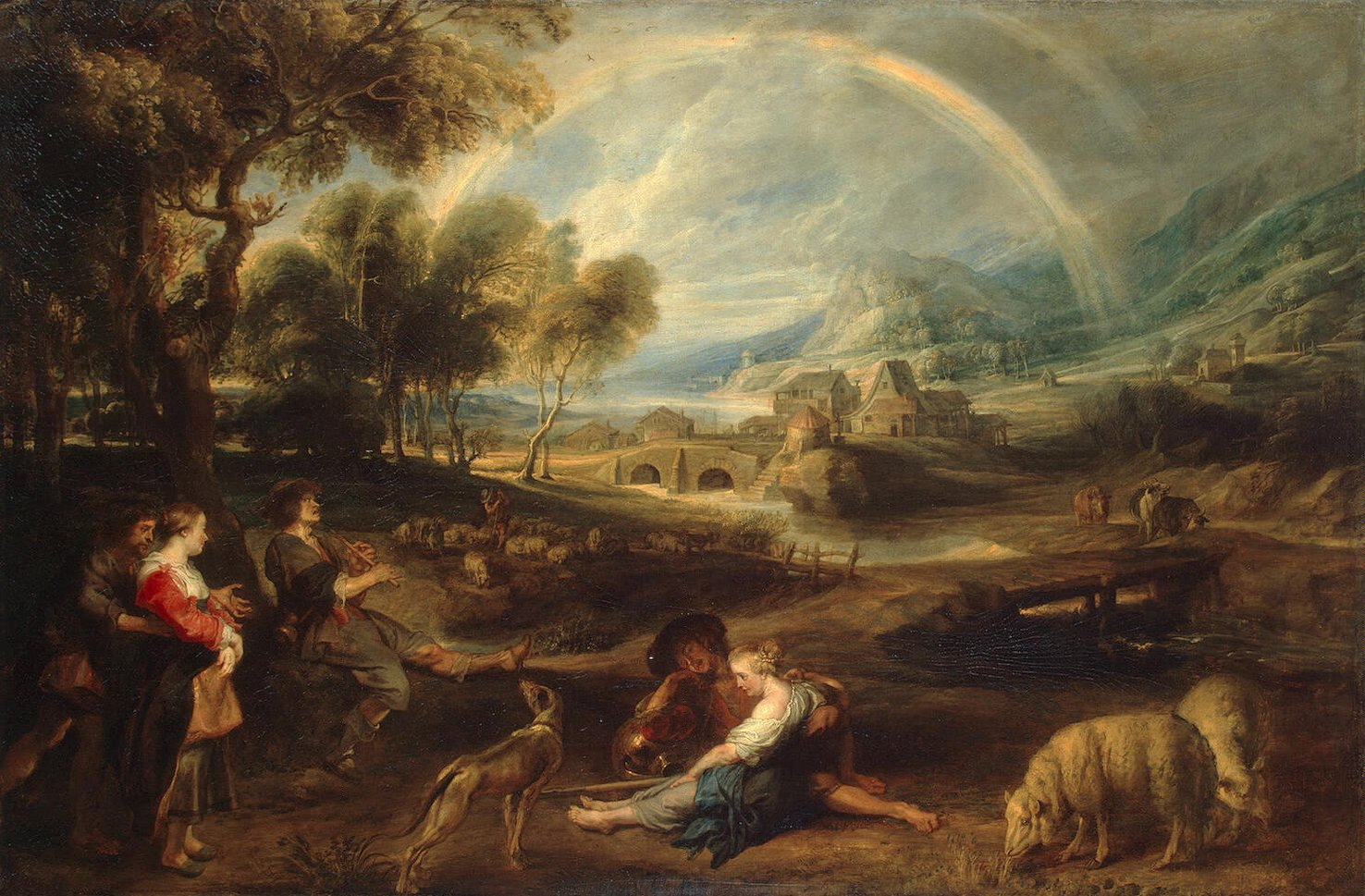
Paesaggio con personaggi (c.1632-5), dipinto a olio da Peter Paul Rubens

Molti pittori hanno rappresentato l'arcobaleno. Frequentemente questi hanno un'importanza simbolica o programmatica. (Vedi, per esempio, la Melencolia I di Albrecht Dürer). In particolare, l'arcobaleno appare spesso nell'arte religiosa (Vedi il Giudizio Finale di Roger van der Weyden e L'offerta di ringraziamento di Noè di Joseph Anton Koch mostrate sopra). Tuttavia, i pittori di paesaggi del Romanticismo come William Turner e John Constable si sono preoccupati maggiormente nel registrare gli effetti momentanei della luce (Vedi ad esempio La cattedrale di Salisbury vista dai terreni del vescovo, anche soprannominato la Cattedrale di Salisbury dai Prati di Constable). Altri esempi degni di nota appaiono in lavori di Hans Memling, Caspar David Friedrich e Peter Paul Rubens.
L'arcobaleno è un soggetto molto apprezzato dai fotografi, permettendo a volte sorprendenti scatti come la "Harpe de Lumière" di Georges Noblet (mostrata sotto).
|  |  |  |

### Arcobaleni in letteratura
Virginia Woolf nel To the Lighthouse (Verso il faro) evidenzia la caducità della vita e la mortalità dell'Uomo attraverso il pensiero della signora Ramsey: "Era tutto effimero come un arcobaleno".
Una poesia di William Wordsworth del 1802, "My Heart Leaps Up When I Behold The Rainbow" ("Il mio cuore batte più forte quando intravedo l'arcobaleno"), comincia così:
(William Wordsworth, My Heart Leaps Up When I Behold The Rainbow)
La spiegazione newtoniana dell'arcobaleno si dice abbia provocato la lamentela di John Keats nella sua poesia "Lamia" nel 1820:
(John Keats, Lamia)
In contrasto con questa visione c'è Richard Dawkins, che parlando del suo libro Unweaving the Rainbow: Science, Delusion and the Appetite for Wonder (Disfare l'arcobaleno: scienza, illusione e l'appetito per la meraviglia), scrisse:
"Il mio titolo viene da Keats, il quale credeva che Newton avesse distrutto tutta la poesia dell'arcobaleno riducendolo ai colori prismatici. Keats non avrebbe potuto essere più in errore, e il mio scopo è guidare tutti coloro che sono tentati da una simile visione dei fatti verso la conclusione opposta. La scienza è, o dovrebbe essere, l'ispirazione per grandi poemi".
The Rainbow (L'Arcobaleno) è il titolo di una favola del 1915 dell'autore britannico David Herbert Lawrence;
L'alba e il tramonto erano i piedi dell'arcobaleno che misuravano il giorno, e lei vide la speranza, la promessa.

### Gli arcobaleni nella cultura di massa

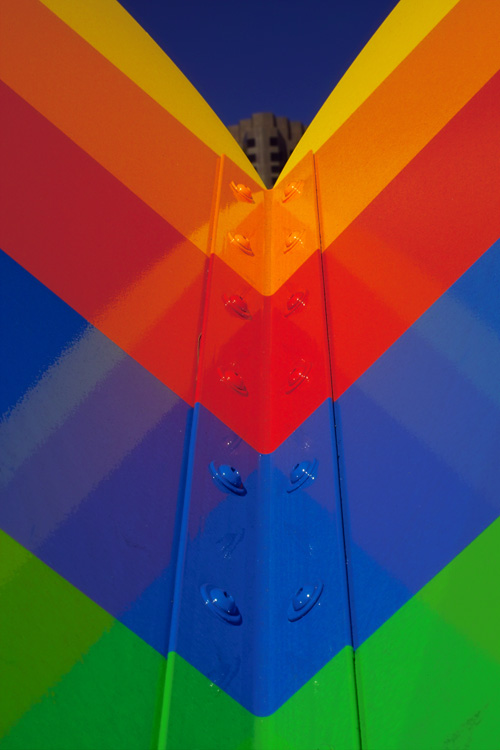
Rainbow of Hearts. Nella cultura popolare i colori dell'arcobaleno vengono a volte scambiati.

Attuale versione della bandiera del Gay pride

La bandiera della pace

L'arcobaleno è stato usato anche in contesti più contemporanei, come nella canzone Over the Rainbow o nel film musicale Il mago di Oz, la canzone The Rainbow Connection dal Film dei Muppet, e nella vendita dei "Lucky Charms" (un cereale per la colazione) alludendosi pesantemente alla mitologia del leprechaun.
Il gruppo fondato da Ritchie Blackmore, storico chitarrista dei Deep Purple, dopo aver abbandonato la band madre, è chiamato proprio Rainbow, che ha usato spesso l'arcobaleno nelle sue copertine.
La nave di Greenpeace, la Rainbow Warrior (letteralmente Guerriero dell'Arcobaleno) fu battezzata da una profezia dei nativi americani Cree che diceva "Quando il mondo sarà malato e morente, la gente si alzerà come Guerrieri dell'Arcobaleno…".
La Rainbow Coalition è un gruppo di azione sociale nato a Chicago in Illinois da Jesse Jackson dal quale egli lanciò la sua piattaforma nazionale di riforme politiche e sociali.
I Rainbow Gathering (Raduni Arcobaleno), sono raduni di hippie che si incontrano su terreni pubblici con la missione di esporre le idee di pace, amore, libertà e comunione. Negli anni '60, artisti come Peter Blake fecero uso dei colori dell'arcobaleno in stampe iconiche come Babe Rainbow, e successivamente, Bobbie Rainbow.
Storicamente, una bandiera arcobaleno fu usata nella Guerra dei contadini tedeschi nel XVI secolo come segno di una nuova era, di speranza e cambiamento sociale. Le bandiere arcobaleno sono anche state usate come simbolo del movimento cooperativo, come un simbolo di pace, specialmente in Italia, per rappresentare il Tawantin Suyu, o il territorio Inca, in Perù e in Ecuador, da alcune comunità drusi nel Medio Oriente e dall'Oblast' autonoma ebraica.
Il Sudafrica, dopo la fine del regime di apartheid, venne denominato Rainbow Nation ("nazione arcobaleno", ovvero "nazione abitata da persone di diversi colori").
L'arcobaleno è presente anche nella bandiera della pace, in uso sin dalla marcia per la Pace Perugia-Assisi del 1961, che vede disposti i sette colori in fasce orizzontali con il violetto in alto e il rosso in basso.
L'arcobaleno è diventato il simbolo universale di lesbiche, gay, bisessuali e transessuali (LGBT), che sono anche conosciuti come le "persone arcobaleno", un riferimento alla loro "diversità". L'arcobaleno appare nella bandiera del Gay pride, disegnata da Gilbert Baker per la Celebrazione della Libertà dei Gay a San Francisco del 1978. I colori dell'arcobaleno sono disegnati come strisce orizzontali, con il rosso in cima e il violetto in basso, ma sono sei anziché sette.
Il prisma che rifrange un raggio bianco di luce nei colori dell'arcobaleno è il soggetto di una delle copertine discografiche più famose di ogni tempo, quella di The Dark Side of the Moon dei Pink Floyd.
Gli arcobaleni svolgono un ruolo fondamentale all'interno del videogioco Rainbow Islands della Taito, in cui vengono usati dai protagonisti sia come arma sia come mezzo per arrampicarsi sulle piattaforme che costituiscono i livelli.